# El Xuc
El Xuc (español: [el suk]), también llamado Los Reyes del Xuc es el primer álbum de estudio de la Orquesta Internacional Polío. El álbum fue lanzado en 1962 en formato LP y bajo el sello de RCA Victor. Este disco es reconocido ya que fue el primer álbum publicado que impulsó la fama del xuc. Todas las canciones fueron escritas por Francisco Palaviccini, bajo el seudónimo Paquito Palaviccini.
Entre las canciones más representativas del álbum y que dejarían legado para el género xuc se encuentran: "Adentro Cojutepeque", "Carnaval En San Miguel" y "Cocotero Sonsonateco".

## Lista de canciones
| Lado A |                       |                     |          |  |
| N.º    | Título                | Escritor(es)        | Duración |  |
| 1.     | «Santa Ana Mía»       | Paquito Palaviccini | 4:02     |  |
| 2.     | «Café De Mi Tierra»   | Paquito Palaviccini | 3:46     |  |
| 3.     | «Regalos De Navidad»  | Paquito Palaviccini | 3:42     |  |
| 4.     | «Del Paisnal»         | Paquito Palaviccini | 3:23     |  |
| 5.     | «Adentro Cojutepeque» | Paquito Palaviccini | 2:39     |  |
| 17:32  |                       |                     |          |  |

| Lado B |                          |                     |          |  |
| N.º    | Título                   | Escritor(es)        | Duración |  |
| 1.     | «Cocotero Sonsonateco»   | Paquito Palaviccini | 3:57     |  |
| 2.     | «El Torito»              | Paquito Palaviccini | 3:06     |  |
| 3.     | «El Candelareño»         | Paquito Palaviccini | 3:41     |  |
| 4.     | «Carnaval En San Miguel» | Paquito Palaviccini | 3:28     |  |
| 5.     | «El Xuc»                 | Paquito Palaviccini | 3:31     |  |
| 17:43  |                          |                     |          |  |

## Créditos
Los créditos han sido adaptados de la información ofrecida en el álbum El Xuc.
- José Max Cañas: primer saxofón
- Julio C. Tario: segundo saxofón
- Francisco Palaviccini: tercer saxofón alto
- Alberto Ramos: cuarto saxofón
- Antonio Linares: saxofón barítono
- Efraín García: trompeta
- Luis Cáceres: trompeta
- Orlando Rivera: trompeta
- Emigdio Alfaro: trombón
- Héctor Lucero: trombón
- Raúl Portillo: piano
- Francisco Santos: bajo
- Ricardo Loza: batería
- Meme Aguilar: tumbadoras
- Gil Medina: voz